# Phalaenopsis equestris
Phalaenopsis equestris este o specie de orhidee din genul Phalaenopsis, originară de pe Insulele Filipine și Taiwan. Inflorescența este formată din 10 – 20 de flori de circa 25 mm.
Această specie joacă un rol important în crearea varietăților noi de orhidee și este folosită frecvent pentru încrucișare cu alți hibrizi. A devenit o marfă importantă în comerțul internațional cu flori. 
Este o orhidee epifită, care crește în desișul pădurii ferită de lumina solară directă. Se dezvoltă pe trunchiurile copacilor cu mușchi abundent. În natură se găsește de la nivelul mării până la altitudinea de 300 m. 

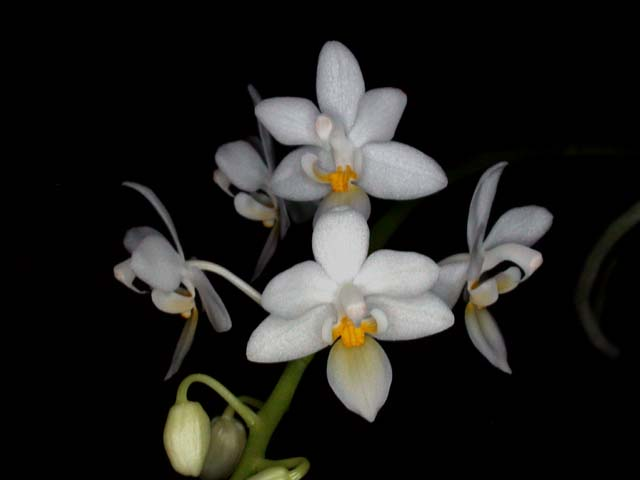
Phalaenopsis equestris var. aurea

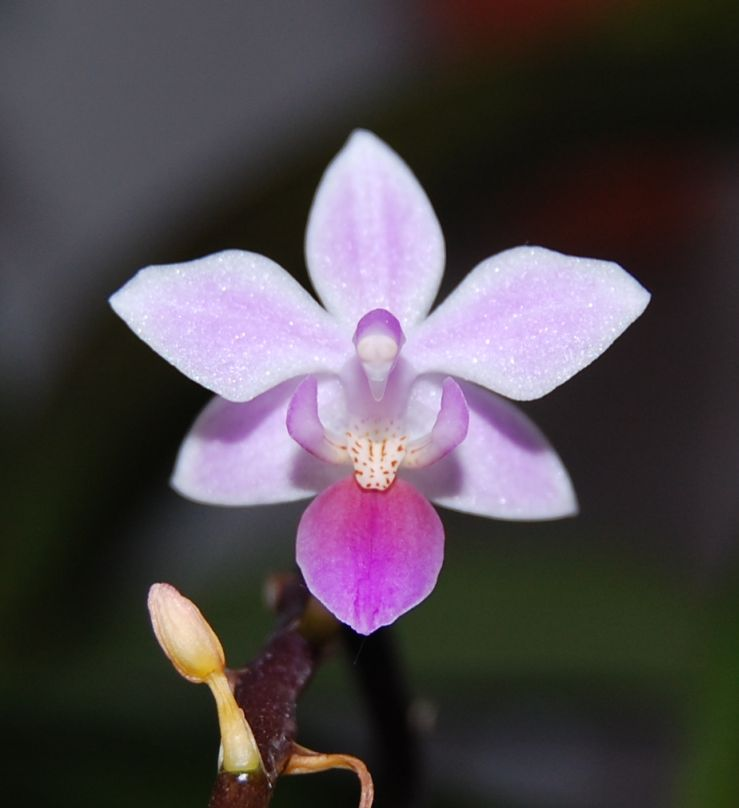
Phalaenopsis equestris var. leucaspis

Morfologia sa este foarte variabilă, precum și culoarea florilor sale. Se cunosc următoarele forme:
- Phalaenopsis equestris var. alba — forma albă pură; pigmenții galbeni lipsesc pe calus.
- Phalaenopsis equestris var. aurea — flori albe cu o labelă galbenă solidă.
- Phalaenopsis equestris var. rosea— flori cu petale și sepale de un roșu uniform; culoarea mijlocului labelei variază de la un roșu profund până la roșu-deschis.
- Phalaenopsis equestris var. leucaspis — flori mici, având petale și sepale roz cu margini albe; mijlocul labelei este purpuriu sau oranj cu calus alb sau galben.

Culorile diferite ale labelei se obțin printr-o exprimare diferită atât a antocianilor, cât și a carotenoidelor.